# Долгих Роман Андрійович
Роман Андрійович Долгих (рос. Роман Андреевич Долгих; 10 березня 1982, м. Перм, СРСР) — російський хокеїст, лівий нападник. Виступає за «Сокіл» (Київ) у Професіональній хокейній лізі.
Вихованець хокейної школи «Молот-Прикам'я» (Перм). Виступав за «Мотор» (Барнаул), ХК «Бєлгород», «Динамо-Енергія» (Єкатеринбург), ХК «Липецьк», «Кристал» (Саратов), «Іжсталь» (Іжевськ), «Металург» (Сєров), «Молот-Прикам'я» (Перм), «Нафтовик» (Леніногорськ), «Нафтовик» (Альметьєвськ), «Сариарка» (Караганда), «Горняк» (Рудний), «Беркут» (Київ), «Донбас-2» (Донецьк).
Досягнення
- Чемпіон Казахстану (2010).